# MEGAMI
MEGAMIは、ポニーテールソフトから分裂した会社で、アダルトゲームブランドです。
なお、ブランド名の表記が時代により様々であるが（Megami、megamiと表記されている作品がある）、最後の作品である『はなきゅ〜』及び最終的にウェブページで表記されていた「MEGAMI」と表記する。

## 概略
1994年に株式会社スタジオオフサイドのブランドとして発足。その後、紆余曲折の後に当初のブランド名を引き継ぎ1999年に『ぶれ 〜BURE〜』を発売、 2002年に株式会社ピックス傘下のブランドとなった。
中堅ブランドとして微妙な人気があったが、最後に企画された「MEGAMIのお祭りゲーム」が発売されないまま、2004年8月頃に沈黙状態となり、同年11月30日に活動停止、その後元関係者がウエブページを一時的に復活させていたが、2005年3月27日にドメインがactiveでなくなり、完全に痕跡が消滅した。サブブランドとして「天使と悪魔」、姉妹ブランドとして「Mireille」があった。

## 発売済みの作品一覧
（特記なきものはWindows版CD-ROM）
- 1994年7月9日 - 夢現 Dreamy -ゆめうつつ-（PC-9801用FD）
- 1999年
  - 2月14日 - ぶれ 〜BURE〜
  - 7月7日 - どきどきサマーレッスン 〜教科書は教えてくれないっ〜
- 2000年
  - 3月2日 - 放蕩仙女 〜甘い汁の誘惑〜
  - 12月15日 - POWDER SNOW 〜この場所で一緒に〜
- 2001年4月13日 - 爆悦!恥妄遊戯「格闘姉妹悶々編」
- 2002年
  - （2月22日 - 裏　人材派遣センター（サブブランド「天使と悪魔」より発売））
  - 4月5日 - いたいけな天使たち 〜悪夢の病棟〜
  - 9月13日 - ゆめくみ
- 2003年
  - 3月14日 - どきどきサマーレッスン ボイスバージョン
  - 3月28日 - きんぎん☆はぁと☆さっきゅばす
  - 12月5日 - くわいなしょっく!
- 2004年4月2日 - はなきゅ〜

## 備考
同ブランド作品のDVD PlayersGame作品が存在する。
- 2002年
  - 12月13日
    - 「megami Hスーパーリミックス Vol.1　DVDPG Edition」（BLACKRAINBOW DVDPG Division）

（『爆悦!恥妄遊戯「格闘姉妹悶々編」』、『放蕩仙女』）
    - 「megami Hスーパーリミックス Vol.2　DVDPG Edition」（BLACKRAINBOW DVDPG Division）

（『どきどきサマーレッスン 〜教科書は教えてくれないっ〜』、『ぶれ〜BURE〜』）
- 2003年1月30日 - 「megami POWDER SNOW　DVDPG Edition」（BLACKRAINBOW DVDPG Division）
- 2004年12月9日 - 「きんぎん☆はぁと☆さっきゅばす DVDPG Edition」（青梅製作所）
- 2005年4月7日 - 「くわいなしょっく!DVDPG Edition」（青梅製作所）